# Skamander

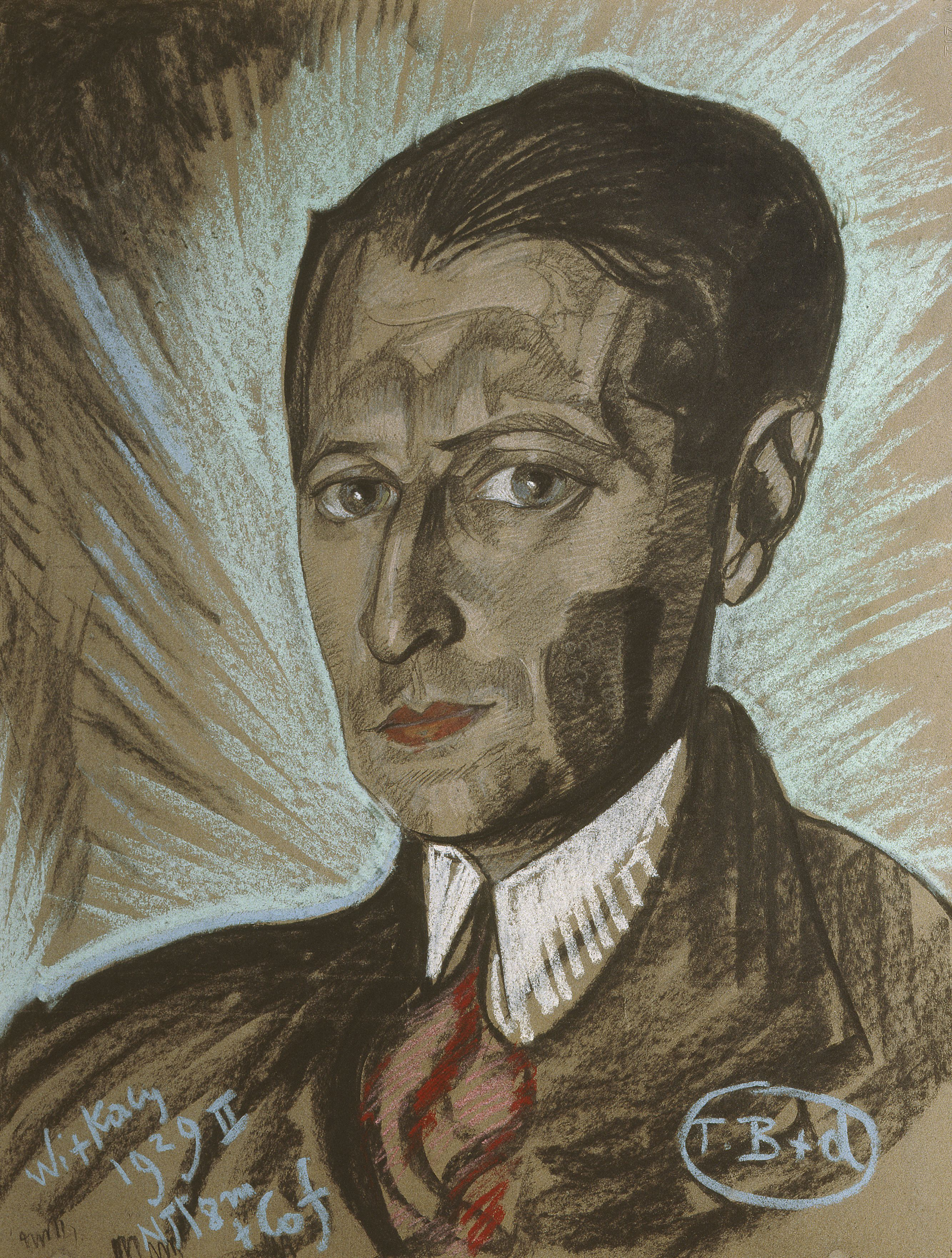
Julian Tuwim di Stanisław Ignacy Witkiewicz.

Skamander è stato un gruppo di poeti sperimentali polacchi fondato nel 1918 da Julian Tuwim, Antoni Słonimski, Jarosław Iwaszkiewicz, Kazimierz Wierzyński e Jan Lechoń.

## Storia

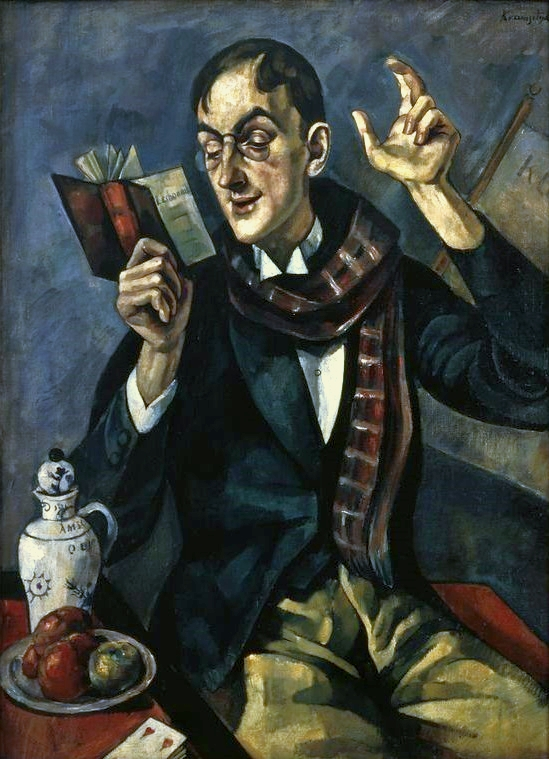
Jan Lechoń di Roman Kramsztyk

In un primo momento senza nome, il gruppo si battezzò nel 1919 Skamander in riferimento al fiume Scamandro.
I poeti del gruppo erano fortemente influenzati da Leopold Staff e i neoromantici. L'obiettivo principale era di chiudere i collegamenti fra storia e poesia e di cessare la funzione nazionalista e patriottica della poesia polacca. Volevano inoltre usare una lingua popolare, servendosi di espressioni colloquiali, neologismi e volgarità. Più in generale volevano rivelare la bellezza della vita quotidiana e di tutte le forme di vita, anche quella biologica.
Contrariamente al movimento della Giovane Polonia, i membri di Skamander evitavano di riferirsi a figure eroiche, sostituendole con persone ordinarie.
Tra i componenti di Skamander possiamo citare Stanisław Baliński, Gabriel Michał Karski, Światopełk Karpiński, Jerzy Paczkowski, Karol Zawodziński, Juliusz Kaden-Bandrowski e Wilam Horzyca.